# 유리!!! on ICE
유리!!! on ICE(일본어: ユーリ!!! on ICE)는 쿠보 미츠로 및 야마모토 사요 원작의 일본 애니메이션 작품이다. 제작은 MAPPA로, 2016년 10월 5일부터 12월 21일까지 총 12화로 방영하였다.

2017년 4월 29일에 개최된 스페셜 이벤트 "유리!!! on STAGE"에서 극장판의 제작 결정을 발표하였다.

## 주제가

### 1기
오프닝 테마인 〈History Maker〉는 DEAN FUJIOKA가 작사하고 DEAN FUJIOKA 및 우메바야시 타로, 마츠시바 타쿠가 작곡하였으며, DEAN FUJIOKA가 불렀다. 엔딩 테마인 〈You Only Live Once〉는 토미나가 케이스케가 작사 및 작곡하였고, W.hatano가 불렀다.

## 애니메이션

### 방영 목록
| 회차     | 원제                                                               | 번역                                                     | 방영일자   | 비고   |
| -------- | ------------------------------------------------------------------ | -------------------------------------------------------- | ---------- | ------ |
| 제1활주  | なんのピロシキ!! 涙のグランプリファイナル                          | 무슨 피로시키!! 눈물의 그랑프리 파이널                   | 2016.10.06 | [ 9 ]  |
| 제2활주  | 「２人のユーリ！？ ゆ～とぴあの乱」                                | 2인의 유리!? 유~토피아의 난                              | 2016.10.13 | [ 10 ] |
| 제3활주  | 「僕がエロスでエロスが僕で！？ 対決！温泉 on ICE」                 | 내가 에로스고 에로스가 나!?                              | 2016.10.20 | [ 11 ] |
| 제4활주  | 自分を好きになって・・・完成!!フリープログラム                     | 자기를 좋아하게 되어봐...완성!!프리프로그램              | 2016.10.17 | [ 12 ] |
| 제5활주  | 顔まっ赤！！初戦だョ！中四国九州選手権大会                         | 얼굴 빨개!! 초전이라구! 츄코쿠/시코쿠/규슈 선수권 대회   | 2016.11.03 | [ 13 ] |
| 제6활주  | グランプリシリーズ開幕！やっチャイナ中国大会！ショートプログラム   | 그랑프리 시리즈 개막! 저질러버려 중국대회! 쇼트 프로그램 | 2016.11.10 | [ 14 ] |
| 제7활주  | グランプリシリーズ開幕！やっチャイナ中国大会！フリースケーティング | 그랑프리 시리즈 개막! 저질러버려 중국대회! 프리 프로그램 | 2016.11.17 | [ 15 ] |
| 제8활주  | 勇利VSユーリ！おそロシア！！ロシア大会 ショートプログラム          | 유리 VS 유리! 두려워라!! 러시아 대회 쇼트 프로그램       | 2016.11.24 | [ 16 ] |
| 제9활주  | 勇利vsユーリ！おそロシア！！ロシア大会 フリースケーティング        | 유리 VS 유리! 두려워라!! 러시아 대회 프리 프로그램       | 2016.12.01 | [ 17 ] |
| 제10활주 | 超がんばらんば！！グランプリファイナル直前スペシャル               | 초 열심히해!! 그랑프리 시리즈 직전 스페셜                | 2016.12.08 | [ 18 ] |
| 제11활주 | 超超がんばらんば！！グランプリファイナルSP                         | 초초 열심히해!! 그랑프리 시리즈 SP                       | 2016.12.15 | [ 19 ] |
| 제12활주 | 超超超がんばらんば!!! グランプリファイナルFS                       | 초초초 열심히해!!! 그랑프리 시리즈 FS                    | 2016.12.22 | [ 20 ] |